# Белена крошечная
Белена́ крошечная (лат. Hyoscýamus pusillus) — однолетнее травянистое растение, вид рода Белена (Hyoscyamus) семейства Паслёновые (Colchicaceae).

## Ботаническое описание
Корень тонкий, деревянистый, с немногими тонкими ветвями. Стебель прямой или у основания восходящий, высотой 6—35 см, клейкий от коротких железистых волосков и густо усаженный длинными, переплетающимися волосками, иногда почти голый, простой, большей частью от самого основания цветоносный или при основании разветвлённый.
Листья тонкие, мягкие, ярко-зелёные, с обеих сторон железистопушистые, все суженные в железистоволосистый, более менее крылатый черешок. Стеблевые листья длиной 3—7,5 см, сближенные в прикорневую розетку, на черешках, равных пластинке, ланцетные, ромбически-ланцетные или продолговато-ланцетные до ланцетно-линейных, тупые или острые, то почти цельнокрайные или с немногими расставленными зубцами, то выемчато глубоко перисто-надрезанные или перисто-раздельные, с двумя-четырьмя парами лопастей или сегментов, треугольных, ланцетных или линейных, цельнокрайных или неправильно надрезанных, острых, заострённых или туповатых. Нижние прицветные подобны стеблевым; верхние — на постепенно кверху укорачивающихся черешках, обычно шире стеблевых, ланцетные или ланцетно-яйцевидные, с немногими зубцами или цельнокрайные, реже глубоко лопастные или раздельные, верхние короче плодущих чашечек.
Цветки сидячие или нижние на толстых цветоножках длиной 3—5 мм. Чашечка густо усажена сидячими желёзками и короткими железистыми волосками, при цветках травянистая, колокольчато-обратноконическая, длиной 10—13 мм; при плодах кожистая, нередко почти голая, сетчато-жилковатая, длиной 2—2,5 см, воронковидная, с трубкой, конически суженной к основанию и широким отгибом, с зубцами, растопыренно-простертыми, одинаковыми, треугольными или ланцетными, заострёнными в колючее остроконечие. Венчик равный чашечке или немного длиннее её, длиной 10—14 мм, снаружи голый или с редкими волосками по жилкам, жёлтый с тёмно-фиолетовым зевом, трубчато-воронковидный, спереди разрезанный почти до середины, с короткими полукруглыми лопастями. Тычинки короче отгиба с фиолетовыми волосистыми нитями, прикреплёнными в верхней части трубки. Столбик голый, равный тычинкам.
Коробочка в два-три раза короче чашечки, со слабо выпуклой крышечкой, диаметром 4—4,5 мм. Семена длиной и шириной 1,3 мм, буровато-серые, ячеисто-морщинистые, с мелкими плоскими ячейками, разделёнными толстыми, извилистыми, грубо бугорчатыми перегородками, или морщинисто-бугорчатые.
Цветёт в апреле — июне. Плодоносит в мае — августе.

## Распространение и экология
Ареал вида охватывает южные районы Европейской части России, Египет и умеренные районы Азии.
Произрастает на равнинных и высокогорных пустынях, песчаных грядах, в саксаульниках, на солончаках, на щебнистых склонах сухих холмов, предгорий и гор.

## Классификация

### Таксономия
- Hyoscyamus pusillus L., 1753, Sp. Pl. : 180

Вид Белена крошечная включается в род Белена (Hyoscyamus) трибы Беленовые (Hyoscyameae) подсемейства Паслёновые (Solanoideae) семейства Паслёновые (Solanaceae) порядка Паслёноцветные (Solanales), последовательно входящего в более крупные клады Ламииды → Астериды → Суперастериды → Эвдикоты → Цветковые растения. Таксономическая схема в соответствии с Системой APG IV по состоянию на июнь 2024 года:
|  |                          |  |                                   |                                   |                      |  | еще 4 семейства | еще 4 семейства   |                         |  |                      |  | еще 16 подтвержденных видов и 19 видов, ожидающих подтверждения | еще 16 подтвержденных видов и 19 видов, ожидающих подтверждения |  |
|  |                          |  |                                   |                                   |                      |  | еще 4 семейства | еще 4 семейства   |                         |  |                      |  | еще 16 подтвержденных видов и 19 видов, ожидающих подтверждения | еще 16 подтвержденных видов и 19 видов, ожидающих подтверждения |  |
|  |                          |  |                                   | порядок Камнеломкоцветные         |                      |  |                 |                   | подсемейство Пасленовые |  |                      |  |                                                                 |                                                                 |  |
|  |                          |  |                                   | порядок Камнеломкоцветные         |                      |  |                 |                   | подсемейство Пасленовые |  | вид Белена крошечная |  |                                                                 |                                                                 |  |
|  | клада Цветковые растения |  |                                   |                                   | семейство Пасленовые |  |                 |                   | Род Белена              |  |                      |  |                                                                 |                                                                 |  |
|  | клада Цветковые растения |  |                                   |                                   |                      |  |                 |                   |                         |  |                      |  |                                                                 |                                                                 |  |
|  |                          |  | ещё 63 порядка цветковых растений | ещё 63 порядка цветковых растений |                      |  |                 | еще 7 подсемейств | еще 7 подсемейств       |  |                      |  |                                                                 |                                                                 |  |
|  |                          |  |                                   | ещё 63 порядка цветковых растений |                      |  |                 |                   | еще 7 подсемейств       |  |                      |  |                                                                 |                                                                 |  |